# Kadina
Kadina là một thị trấn trên bán đảo Yorke của bang Nam Úc, cách thủ phủ Adelaide 144 km về phía bắc-tây bắc. Kadina là điểm dân cư lớn nhất bán đảo, là một trong ba thị trấn tạo nên Tam giác Đồng nổi danh với lịch sử khai mỏ đồng. Ba thị trấn được mệnh danh là "Tiểu Cornwall" do số người nhập cư đông đảo từ Cornwall đến làm mỏ vào cuối thế kỷ XIX.
Quanh Kadina là khu vực nông nghiệp quan trọng trong vùng, trồng đại mạch, lúa mì, rau đậu, cải dầu, đậu gà và đậu Hà Lan. Dù từng là thị trấn mỏ, nay hoạt động công nghiệp chính ở Kadina là làm nông.

## Mô tả
Kadina cách Moonta 20 kilômét (12 mi) về phía đông bắc và cách Wallaroo 8 kilômét (5,0 mi) về phía đông. Kadina gồm sáu 6 phân khu, mỗi khu trước đây là một xóm hay ấp. Chúng là: Jericho, Jerusalem, Matta Flat, New Town và Wallaroo Mines cùng khu lõi tên Kadina. Kadina East từng là một khu nằm cạnh trung tâm Kadina, nhưng sau đó được hợp nhất vào Kadina.

## Lịch sử

### Người bản địa
Người Narungga là nhóm thổ dân Úc cư ngụ trên vùng đất ngày nay gọi là bán đảo Yorke. Cái tên "Kadina" có lẽ bắt nguồn từ Kadiyinya, một từ tiếng Narungga nghĩa là 'đồng thằn lằn'.

### Người châu Âu
Người ta tìm ra đồng tại Wallaroo Mines năm 1859; vùng đất phía đông bắc khu đó được quy hoạch năm 1861 để làm chỗ ở cho thợ mỏ. Rất nhiều đồng được tìm thấy sau đó, trong đó nhiều hơn cả là trong mỏ Matta và mỏ Doora. Những mỏ đồng này cuốn hút những thợ mỏ gốc Cornwall đến Kadina.
Việc khai mỏ ở Kadina dứt hẳn vào năm 1938. Tuyến đường sắt Balaklava-Moonta ngừng hoạt động năm 1989.

## Hình ảnh

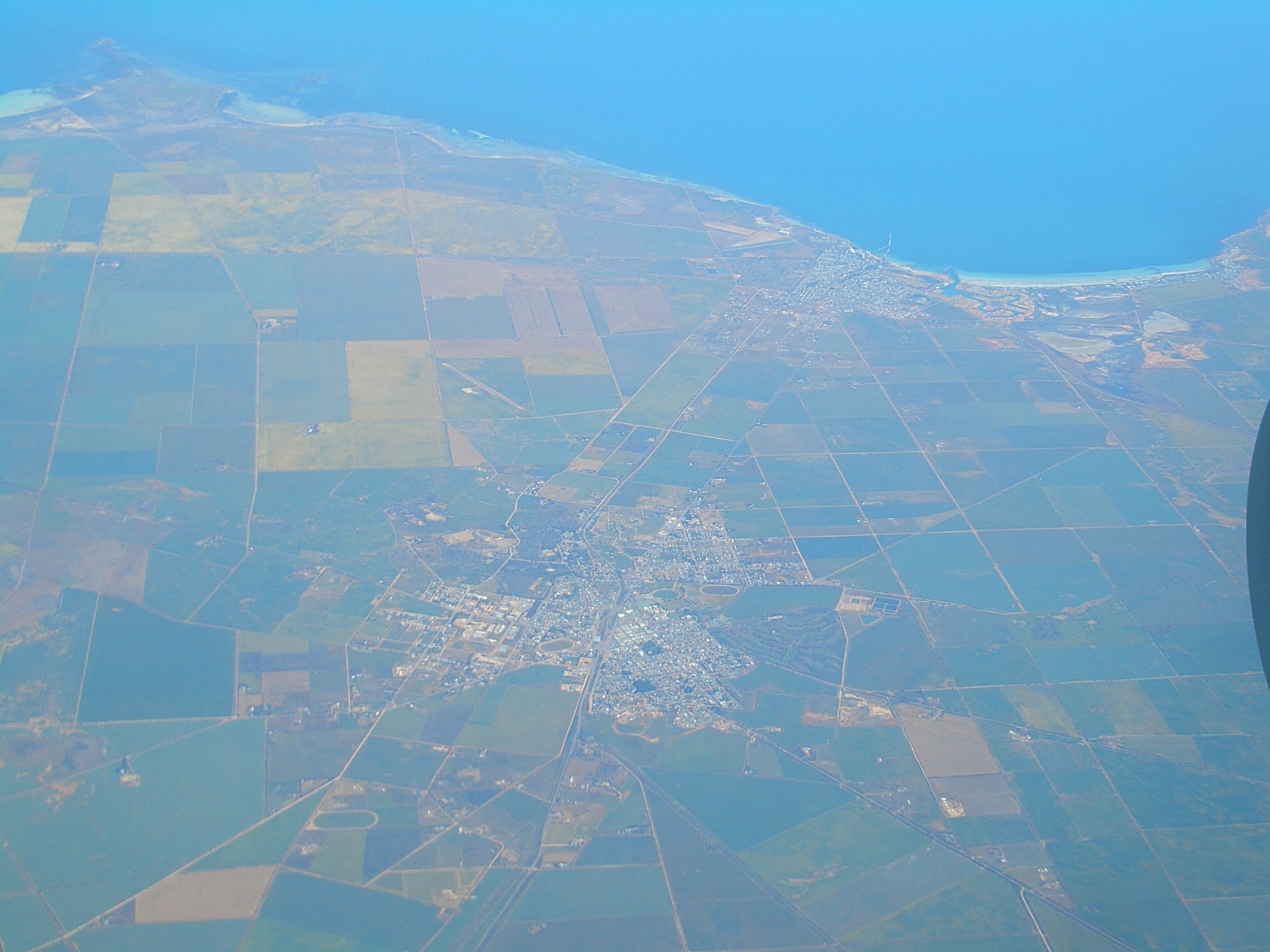
Kadina nhìn từ trên cao, vùng nước là vịnh Spencer
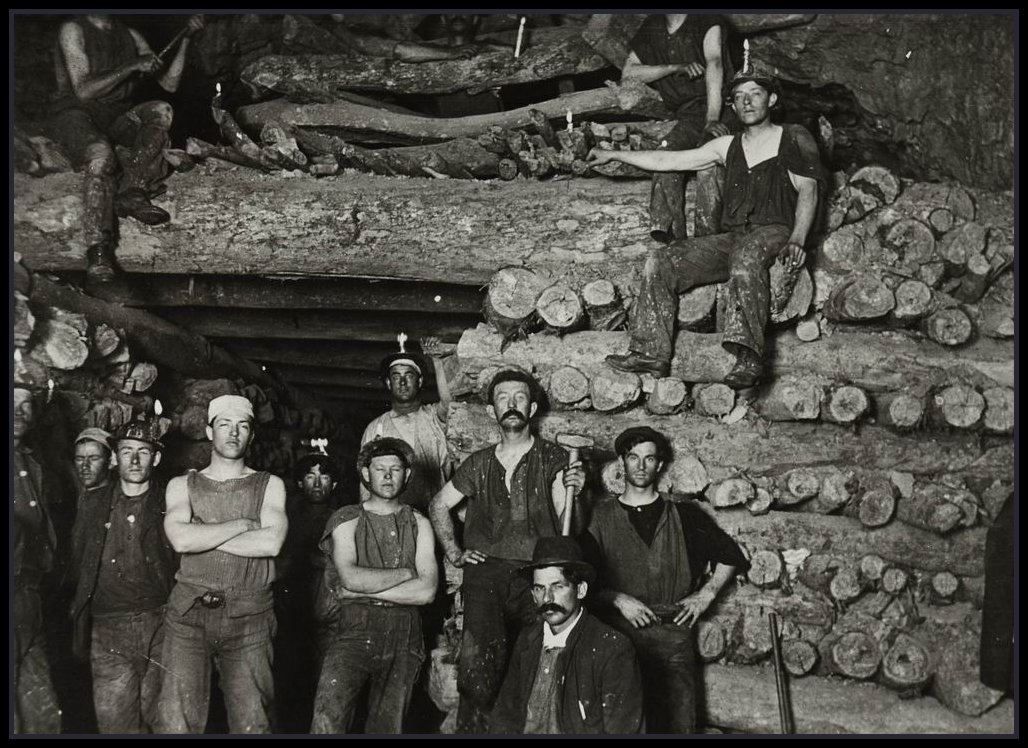
Công nhân hầm mỏ, 1900
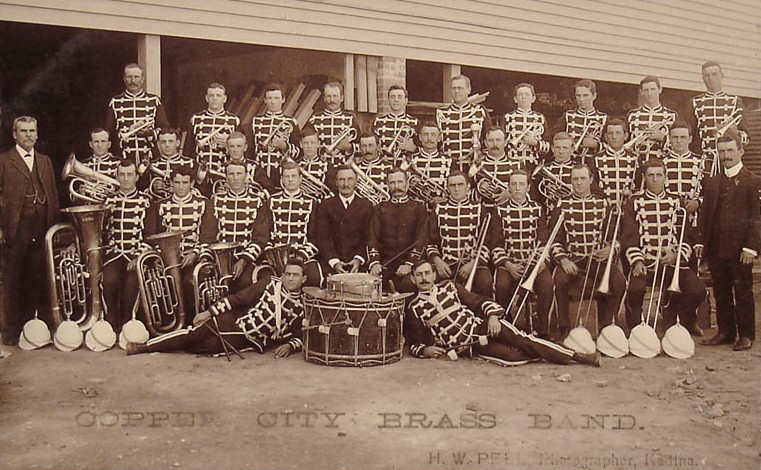
Copper City Brass Band, 1907
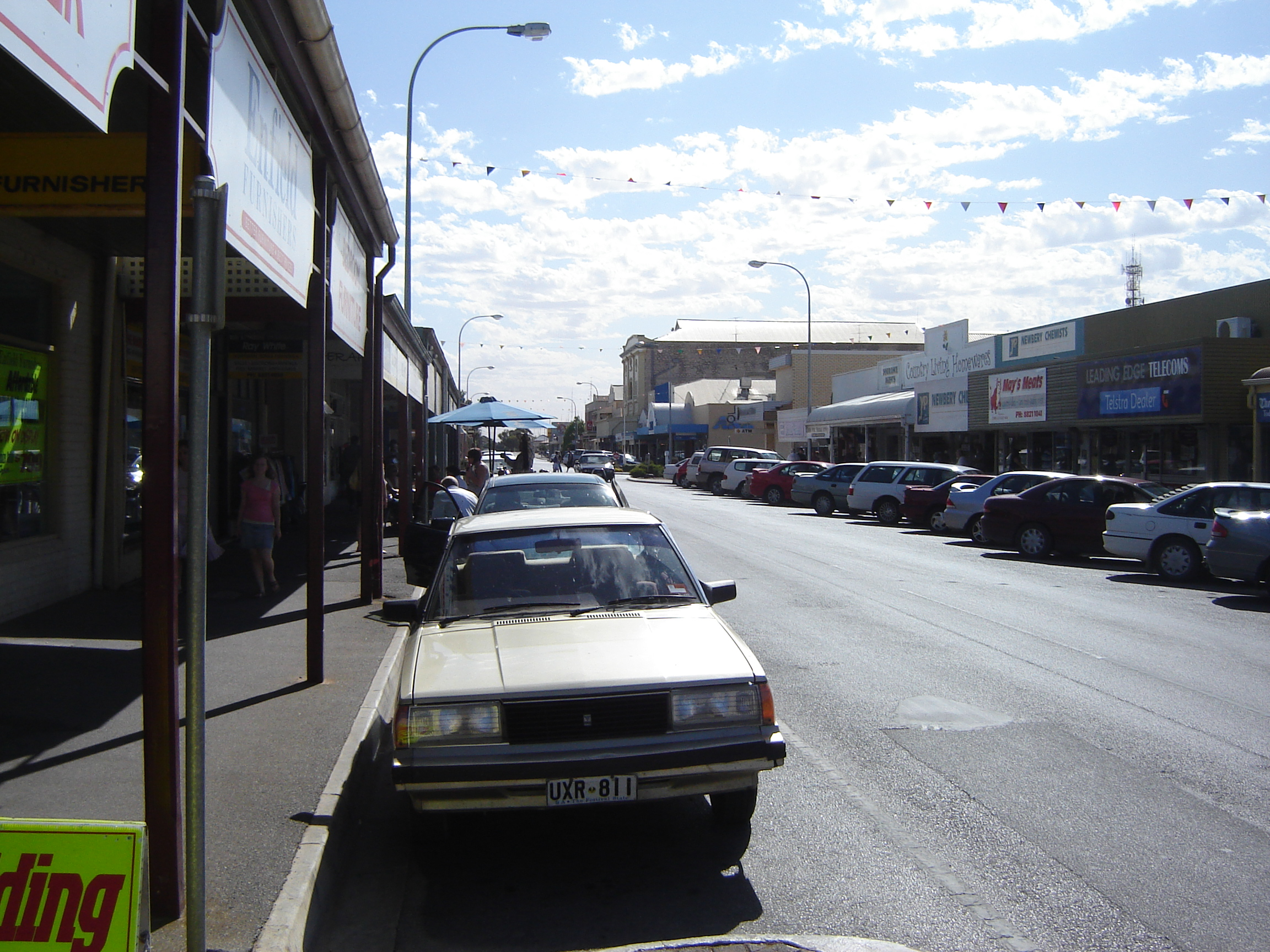
Cửa hàng trên phố Graves, Kadina
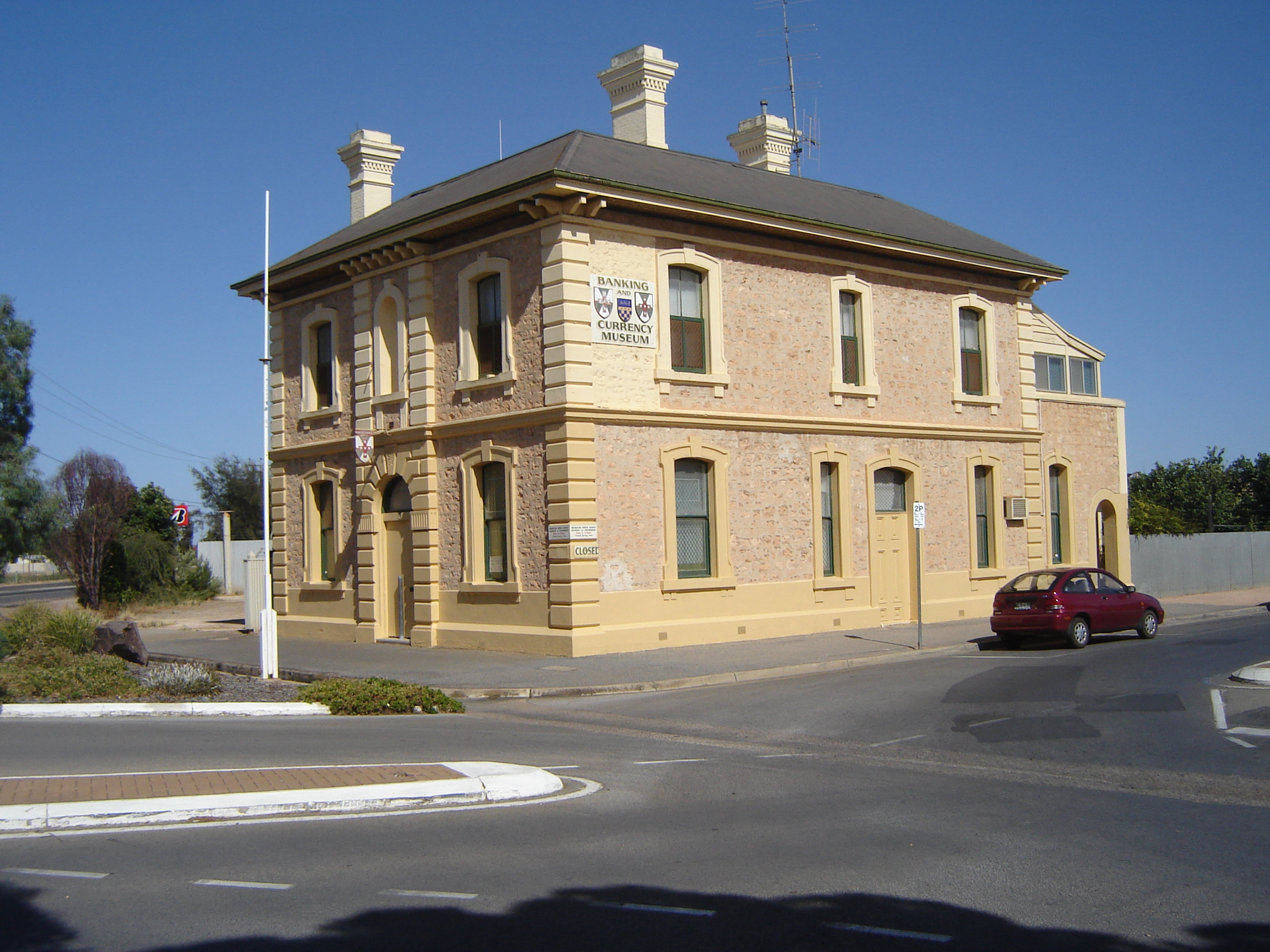
Bảo tàng Ngân hàng & Tiền tệ
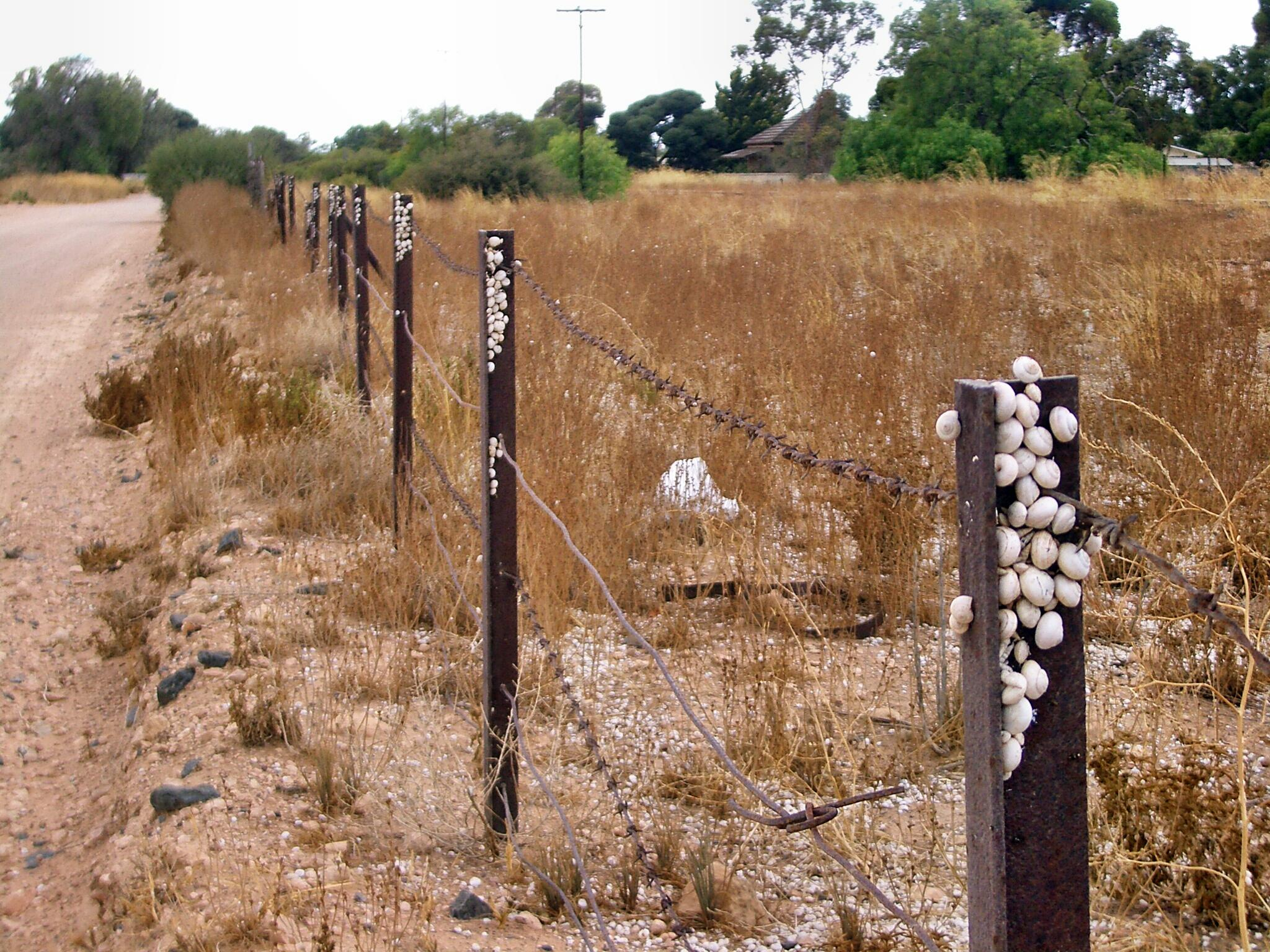
Loài ốc sên thường gặp bu trên cột hàng rào